# Manuel Comneno
Manuel Comneno (en griego, Μανουήλ Κομνηνός, Manouēl Komnēnos) (1145 – 1185?) fue el hijo mayor de Andrónico Comneno (quien fue emperador bizantino desde 1183 hasta 1185) con su primera esposa, cuyo nombre no es registrado.
Alrededor de 1180 Manuel se casó con Rusudan de Georgia, la hija del rey Jorge III. Se convirtió así en cuñado de la reina Tamar de Georgia. Manuel y Rusudan tuvieron dos hijos, Alejo y David Comneno, quienes serían los cofundadores del Imperio de Trebisonda. Alejo nació probablemente en 1182, David nació probablemente en 1184 o 1185.
En septiembre de 1185, cuando su padre fue derrocado y asesinado, Manuel fue cegado. Es posible que haya muerto como resultado de esto, en todo caso, él desaparece de los registros históricos en ese año.